# Phân loại hình thái của thiên hà

Sơ đồ hình cái dĩa của chuỗi Hubble

Phân loại hình thái của thiên hà là một hệ thống được sử dụng bởi các nhà thiên văn học để chia các thiên hà thành các nhóm dựa trên vẻ bề ngoài nhìn thấy được của chúng. Có một vài cách được sử dụng để phân loại thiên hà theo hình thái, nhưng cách nổi tiếng nhất là chuỗi Hubble do Edwin Hubble nghĩ ra và sau đó được mở rộng bởi Gérard de Vaucouleurs và Allan Sandage.

## Chuỗi Hubble

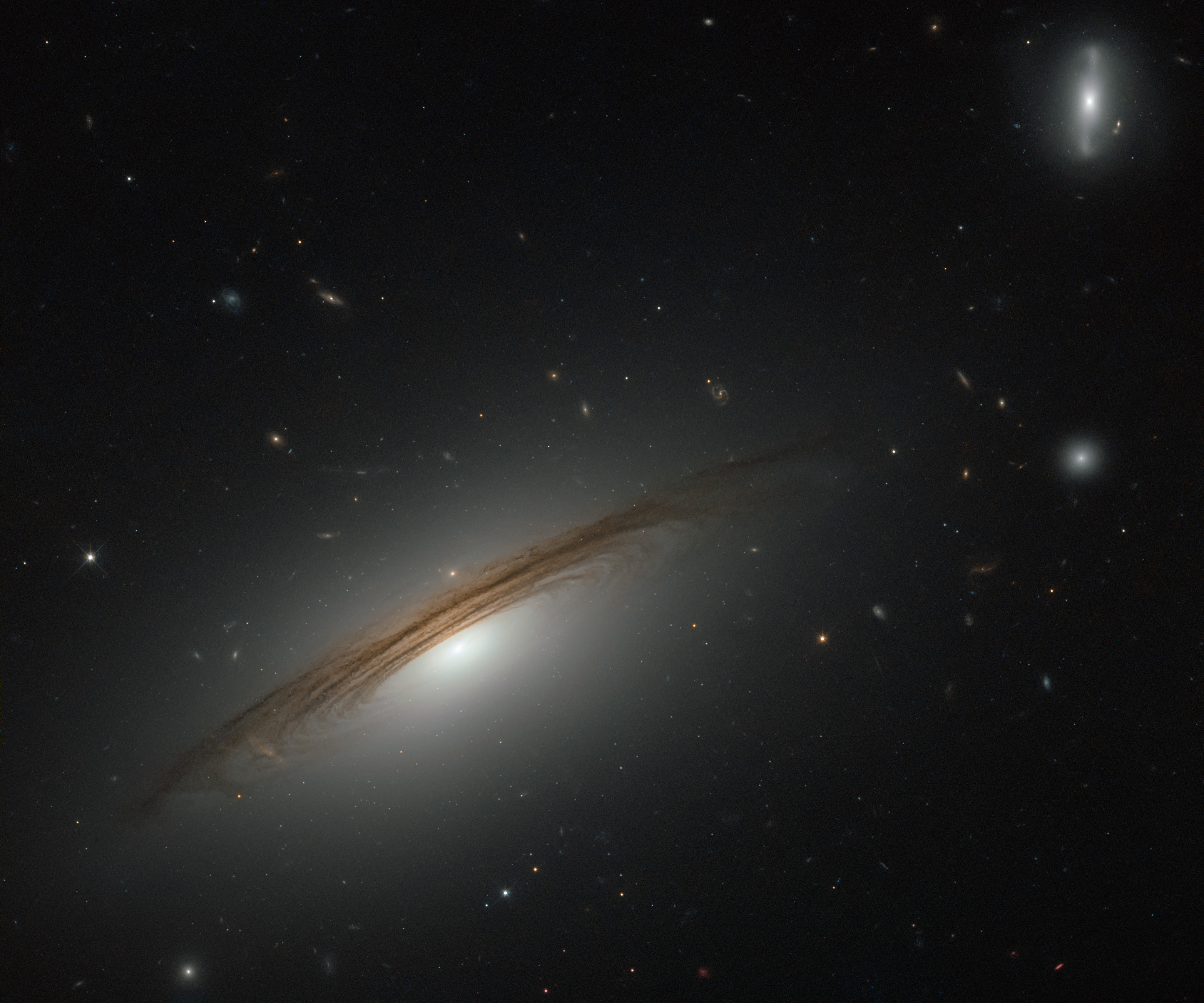
Thiên hà xoắn ốc UGC 12591 được phân loại là một thiên hà S0/Sa.

Chuỗi Hubble là bảng phân loại thiên hà được nghiên cứu và phát triển bởi Edwin Hubble vào năm 1926. Nó cũng được gọi là biểu đồ "âm thoa" dựa trên hình dạng của đồ thị biểu diễn. Hubble chia thiên hà thành ba loại chính:
- Thiên hà elip: có phân bố ánh sáng  mịn và đều nhau, và có hình dạng elip trong các bức ảnh. Chúng được ký hiệu bằng chữ cái "E" (Elip), theo sau bởi số nguyên n  biểu thị mức độ elip của nó trên bầu trời. Loại thiên hà này có tám loại, được ký hiệu từ E0 đến E7, từ hình khối cầu E0, dẹt dần từ E1 đến E7, có dạng như hai đĩa tròn úp vào nhau. Về mặt kỹ thuật, mỗi con số gấp mười lần độ êlíp. Chẳng hạn thiên hà E7 có độ êlíp là 0,7.
- Thiên hà xoắn ốc: bao gồm một đĩa dẹt, với các ngôi sao tạo thành một cấu trúc xoắn ốc (thường có hai tay), và một vùng tập trung sao ở giữa tương tự như một thiên hà elip. Chúng được đặt ký hiệu là "S" (Spiral - xoắn ốc), gồm ba dạng Sa, Sb và Sc tuỳ theo độ mở rộng của nhánh. Sa: nhánh trơn, chặt khít, ánh sáng tập trung phần lớn ở đĩa trung tâm. Sb: nhánh xoắn nhìn rõ nét hơn so với Sa. Sc: nhánh lỏng hơn rất nhiều so với Sb.

Khoảng một nửa tất cả thiên hà xoắn ốc cũng được quan sát thấy là có cấu trúc dạng thanh, kéo dài ra từ chỗ phình. Những thiên hà xoắn ốc dạng thanh này được đặt ký hiệu là "SB". Nhóm này bắt đầu với các thiên hà SB0 và tiếp tục từ "a" đến "c". SBa: phần trung tâm rất sáng, các nhánh xoắn chặt. SBb: nhánh xoắn nhìn được rõ hơn và lỏng hơn. SBc: nhánh toả rộng, phần trung tâm tối mờ.
- Thiên hà hình hạt đậu (ký hiệu S0) cũng bao gồm một chỗ phình ở giữa sáng được bao quanh bởi một cấu trúc dạng đĩa mở rộng, nhưng không giống như thiên hà xoắn ốc, phần đĩa của thiên hà hình hạt đậu không có cấu trúc xoắn ốc rõ rệt và không đang tích cực hình thành các ngôi sao với bất cứ số lượng đáng kể nào. Chữ cái S là viết tắt của "xoắn ốc" (spiral), "0" có nghĩa là không có nhánh xoắn.

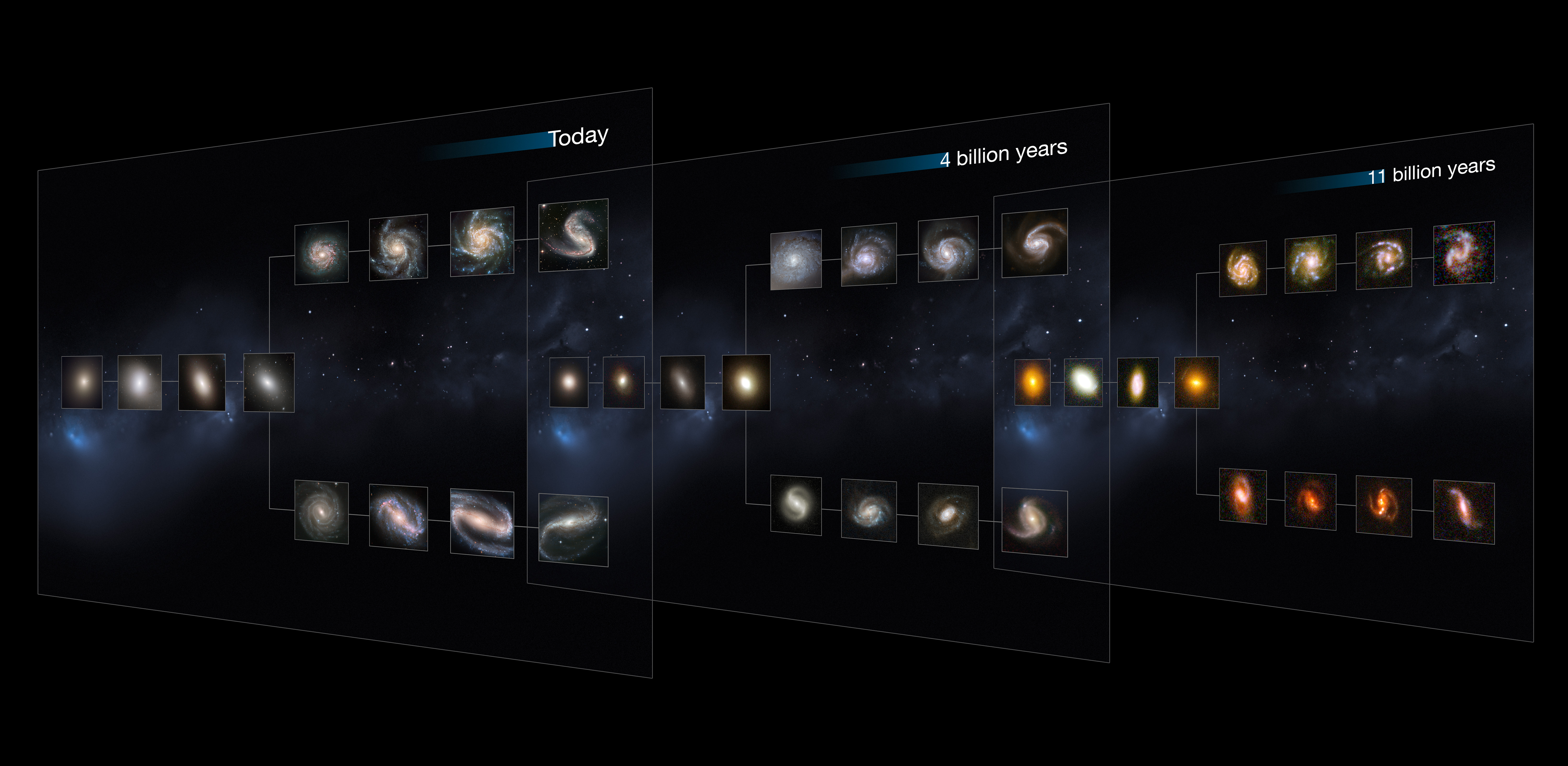
Chuỗi Hubble xuyên suốt lịch sử của vũ trụ.

Đã có hàng triệu thiên hà được quan sát và chụp ảnh thì phần lớn là loại thiên hà xoắn ốc. Dải Ngân Hà của chúng ta cũng thuộc loại này và có dạng SBb. Việc xếp loại a, b hoặc c cho nhóm thiên hà S hay SB đều căn cứ vào mật độ sao tập trung ở phần nhân và độ rộng hẹp các nhánh của thiên hà. Các nhánh của thiên hà xoắn ốc thường có cả các ngôi sao và các khí, bụi vũ trụ.
Trái ngược với quan niệm thông thường, biểu đồ Hubble không liên quan gì đến sự phát triển của thiên hà. Ví dụ như, thiên hà S0 không chia ra làm hai nhóm, một nhóm biến đổi thành xoắn ốc thông thường và một nhóm thành xoắn ốc gãy khúc. Cũng tương tự như vậy, thiên hà xoắn ốc hay xoắn ốc gãy khúc không thể phát triển thành các thiên hà êlíp. Tuy nhiên, có rất nhiều lý do được đưa ra cho rằng thiên hà êlíp có tuổi thọ lâu đời hơn thiên hà xoắn ốc. Chẳng hạn, thiên hà E thường có màu đỏ hơn thiên hà S, điều đó chứng tỏ chúng gồm phần lớn các ngôi sao già hơn, thường là có tuổi trên dưới 10 tỷ năm. Thực tế là trong quá trình hình thành sao, thiên hà S thường có màu xanh hơn và sáng hơn.